# 羅伯特四重星系
羅伯特四重星系是位於鳳凰座，距離地球一億六千萬光年的一個緻密星系集團。這個家族有四個非常不同，正在碰撞和合併過程中的星系，它們分別是NGC 87、NGC 88、NGC 89和NGC 92，在1834年9月30日被約翰·赫歇爾發現。
這個四重星系是緻密星系集團最佳的例子之一，因為這個集團內有4到8個星系擠在這很小的空間，它們是研究星系交互作用和彼此間的效應，特別是恆星行程，最佳的實驗室。這個四重奏的總視亮度是13等，個別成員最亮的亮度是14等。在天空中，這四個星系擠在半徑1.6弧分，相當於75,000光年的圓圈內。它是由赫頓·阿普（Halton Arp）和在1987年編撰南天特殊星系和星協目錄的Barry F. Madore命名的。

## 成員
| 名稱   | 類型         | 與太陽的距離 （百萬光年） | 視星等 |
| ------ | ------------ | ------------------------- | ------ |
| NGC 87 | IBm pec.     | ~160                      | +14.5  |
| NGC 88 | SB(rs)a pec. | ~160                      | +15.21 |
| NGC 89 | SB0(s)a pec. | ~160                      | +14.57 |
| NGC 92 | SAa pec.     | ~160                      | +14.29 |

## 外部連結
- ESo: Cosmic Portrait of a Perturbed Family
- "What's In A Name?"
- WikiSky上关于羅伯特四重星系的内容：DSS2, SDSS, GALEX, IRAS, 氢α, X射线, 天文照片, 天图, 文章和图片

- ESo: Cosmic Portrait of a Perturbed Family
- "What's In A Name?"
- WikiSky上关于羅伯特四重星系的内容：DSS2, SDSS, GALEX, IRAS, 氢α, X射线, 天文照片, 天图, 文章和图片